# Arbroath
Arbroath, o Aberbrothock (en gaélico escocés: Obair Bhrothaig), es una localidad del concejo unitario de Angus, al este de Escocia, Reino Unido. Arbroath se encuentra frente al mar del Norte, en la desembocadura del río Brothock. Cuenta con un puerto marítimo que es conocido por sus eglefinos ahumados, su construcción naval y el procesado de lino y yute. Tiene también cervecerías, una fundidora de acero y diversas industrias pequeñas. 
La abadía de Arbroath fue fundada por Guillermo I de Escocia cerca del año de 1178, misma que alberga su tumba. En 2011, la población de la localidad era de 23 902 habitantes.
A 18 km mar adentro enfrente de Arbroath se encuentra el faro de Bell Rock, construido sobre un arrecife semisumergido llamado Inchcape o Bell Rock, y que es el más antiguo del mundo construido en localización semejante todavía en funcionamiento, habiéndose encendido por primera vez el 1 de febrero de 1811.
El edificio que servía de alojamiento para las familias de los fareros y base en tierra firme para servicio del faro, fue convertido en museo tras la automatización del mismo y pérdida de las funciones del edificio. El Museo Signal Tower alberga exposiciones relacionadas con la villa.